# لو أدلر
لو أدلر (بالإنجليزية: Lou Adler)‏ (و. 1933 – م) هو منتج أسطوانات، وملحن، من الولايات المتحدة الأمريكية، ولد في شيكاغو.

## وصلات خارجية
- لو أدلر على موقع IMDb (الإنجليزية)
- لو أدلر على موقع الموسوعة البريطانية (الإنجليزية)
- لو أدلر على موقع ميوزك برينز (الإنجليزية)
- لو أدلر على موقع قاعدة بيانات برودواي على الإنترنت (الإنجليزية)
- لو أدلر على موقع إن إن دي بي (الإنجليزية)
- لو أدلر على موقع ديسكوغز (الإنجليزية)
- لو أدلر على موقع قاعدة بيانات الفيلم (الإنجليزية)